# مبدأ موجة إليوت
مبدأ موجات إليوت هو وصف مفصل لكيفية تصرف الأسواق المالية. فالتحليل الفني هو وكما يتضح من اسمه فن يعتمد على معطيات محدده ودراسة نفسيات المتعاملين في سوق المال والتي تنعكس على أداء السوق نفسه وليس كما يعتقد البعض انه ضرب من ضروب السحر. فهو يعطي التأكيد والجزم القاطع بالاتجاه السعري. وهو أيضا وصف يكشف عن تأرجح في علم النفس الجماعي من التشاؤم إلى التفاؤل والعودة في تسلسل طبيعي، وخلق أنماط محددة في موجة تحركات الأسعار، وإنشاء أنماط لموجة معينة في حركة الأسعار. كل نمط له آثار حول الموقف من السوق خلال تقدمه بشكله العام من الماضي والحاضر والمستقبل.
تحليل موجات إليوت هو أحد اشكال التحليل الفني والسلوك الاقتصادي الذي يحاول التنبؤ باتجاه السوق عن طريق تحديد تفاصيل نفسية المستثمر، قمم وقيعان الأسواق، وغيرها من الأنشطة الجماعية. وقد سميت باسم مؤسس قواعدها رالف نيلسون اليوت (1871–1948)، وهو محاسب طور تلك النظرية في الثلاثينات من القرن العشرين. وقد اقترح بأن أسعار السوق تتكشف في أنماط محددة، والتي يسميها الممارسين اليوم باسم موجات إليوت. وقد نشر إليوت وجهات نظره تلك من سلوك السوق في كتاب «مبدأ الموجة» (The Wave Principle) سنة 1938، وفي سلسلة من المقالات في مجلة «Financial World» سنة 1939، ثم أتم عمله الرئيسي النهائي «Nature’s Laws – The Secret of the Universe» سنة 1946. وقال إليوت أن البشر أنفسهم لهم إيقاع خاص، فيمكن توقع نشاطاتهم واتخاذهم القرار في ايقاعات أيضا.
قال اليوت انه بسبب البشر أنفسهم متوازن، يمكن توقع أنشطتها واتخاذ القرارات في ايقاعات أيضا.

## التصميم العام
تفترض مبدأ الموجة بأن نفسية المجاميع المستثمرة (أو علم النفس الجماعي) تنتقل من التفاؤل إلى التشاؤم والعودة في تسلسل طبيعي مكونة أنماط محددة من موجة إليوت في حركة الأسعار. هذه التقلبات في خلق أنماط كما يتضح في تحركات سعر السوق في كل درجة من اتجاه السوق.

نقلا من مقالة إليوت،"أساسيات مبدأ الموجة أكتوبر 1940".

حيث بدأ بحوثه في سلوك وانماط (التشارت) من ايمانه أنه ليس للعشوائيه مكان في هذا الكون
واستنتج درجات ونماذج للموجات المتكونه وبدأ تطبيق نظرياته وبحوثه على أسواق المال حتى اكتسبت شهره واسعه وأخذ غالبية المحللين يعتمدون عليها في تحديد الاتجاهات السعريه، وقد اثبتت نجاحها خلال عقود من الزمان لاسيما بعد أن ادخل عليها بعض التطوير والتعديل كربط نسب فيبوناتشي باهدافها وتحديد عدة اشكال للنموذج الواحد وإضافة بعض القواعد الأساسية لها
بعد أن بدأ اليوت بدراسة تكوين الأسعار على شكل موجات، رأى ان تركيبات الحركة السعريه هي حركه بنائيه تتكون من مويجات صغيره تجتمع لتكون موجه أكبر التي بدورها تكون موجه أكبر منها وهكذا بحيث أن كل مجموعة موجات تكون هي الهيكل البنائي لموجه أعلى منها درجه وقام بتصنيف هذه الموجات إلى درجات كل مجموعة موجات من نفس الدرجة تكون موجه واحده من درجه أعلى منها نسبة إلى الفترة الزمنية اللازمة لتكوينها.
وقد خلص في استنتاجه أن كل موجه دافعه(Impulsive) تعقبها موجه تصحيحيه لها وتصحح بمقدار معين من هذه الموجه
الموجه الدافعه عادة ما تتكون من خمس موجات تعطى الترقيم 1.2.3.4.5 تكون الموجات 1 و3 و5 موجات حافزه تتبع اتجاه الموجه ذات الدرجة الأكبر والموجات 2 و4 موجات تصحيحيه تكون عكس اتجاه الموجه ذات الدرجة الأكبر
وبانهاء هذه الموجات الخمس تكون انتهت موجه دافعه واحده ذات درجه أكبر
أيضا بعد نهاية الخمس موجات يتبعها هبوط بثلاث موجات تكون الموجه الثانية الكبرى

## ترقيم الموجات
ترقيم الموجات يعد من أصعب الخطوات التي كثيرا ما يختلف فيها المحللين والتي قد تتداخل بشكل معقد خصوصا في تحديد بداية ونهاية الموجه أو في حال كانت الموجه مركبه، إلى أن حلت البرامج الخاصة بالترقيم والتي وفرت كثيرا من الوقت والجهد المبذول في البحث عن الترقيم الصحيح رغم أنه يجب على كل محلل عدم الاعتماد كليا على هذه البرامج لانها في النهاية لا تصل إلى حرفية وذكاء العقل البشري فيجب على المحلل ان يستخدمها فقط كعامل مساعد في التحليل.